# Waykeri Rawlinson
Waykeri Rawlinson (Cumaná, 12 de marzo de 1964) es un escultor, escritor, poeta, ideólogo y artista plástico venezolano.

## Biografía
Desde los seis años comienza a pintar apoyado por su padre Luis Rawlinson. Con 12 años, fue entrevistado en El Nacional, lo que hizo que Sofía Ímber, directora del Museo de Arte Contemporáneo de Caracas se interesara por el trabajo creativo de Waykeri; esto, cuando descubrió su talento en las esculturas,”mákinas totémikas”. Esculturas, que fabricó él en distintos materiales y pintó con la técnica de la micro filigrana.
Rawlinson ha escrito diversos cuentos infantiles y un libro sobre la Tragedia de Vargas en 1999.